# 0437
0437 è il prefisso telefonico del distretto di Belluno, appartenente al compartimento di Venezia.
Il distretto comprende la parte sud-orientale e quella centro-occidentale della provincia di Belluno. Confina con i distretti di Cortina d'Ampezzo (0436) a nord, di Pieve di Cadore (0435) a nord-est, di Spilimbergo (0427) a est, di Pordenone (0434) a sud-est, di Conegliano (0438) a sud, di Montebelluna (0423) a sud-ovest, di Feltre (0439) a ovest e di Cavalese (0462) a nord-ovest.

## Aree locali e comuni
Il distretto di Belluno comprende 31 comuni compresi nelle 3 aree locali di Agordo (ex settori di Agordo, Alleghe, Cencenighe Agordino, Forno di Zoldo e Longarone), Belluno (ex settori di Belluno e Puos d'Alpago) e Sedico (ex settori di Mel e Sedico). I comuni compresi nel distretto sono: Agordo, Alleghe, Alpago, Belluno, Borgo Valbelluna, Canale d'Agordo, Cencenighe Agordino, Chies d'Alpago, Colle Santa Lucia, Falcade, Gosaldo, La Valle Agordina, Limana, Longarone, Ospitale di Cadore, Ponte nelle Alpi, Rivamonte Agordino, Rocca Pietore, San Gregorio nelle Alpi, San Tomaso Agordino, Santa Giustina, Sedico, Selva di Cadore, Sospirolo, Soverzene, Taibon Agordino, Tambre, Val di Zoldo, Vallada Agordina, Voltago Agordino e Zoppè di Cadore .